# Штайнхаус (Верхняя Австрия)
Штайнхаус (нем. Steinhaus (Oberösterreich)) — коммуна (нем. Gemeinde) в Австрии, в федеральной земле Верхняя Австрия. 
Входит в состав округа Вельс.  Население составляет 1825 человек (на 31 декабря 2005 года). Занимает площадь 25 км². Официальный код  —  41 822.

## Политическая ситуация
Бургомистр коммуны — Харальд Пирич (АПС) по результатам выборов 2003 года.
Совет представителей коммуны (нем. Gemeinderat) состоит из 19 мест.
- АНП занимает 7 мест.
- АПС занимает 7 мест.
- СДПА занимает 4 места.
- Зелёные занимают 1 место.